# Kaimann-Team

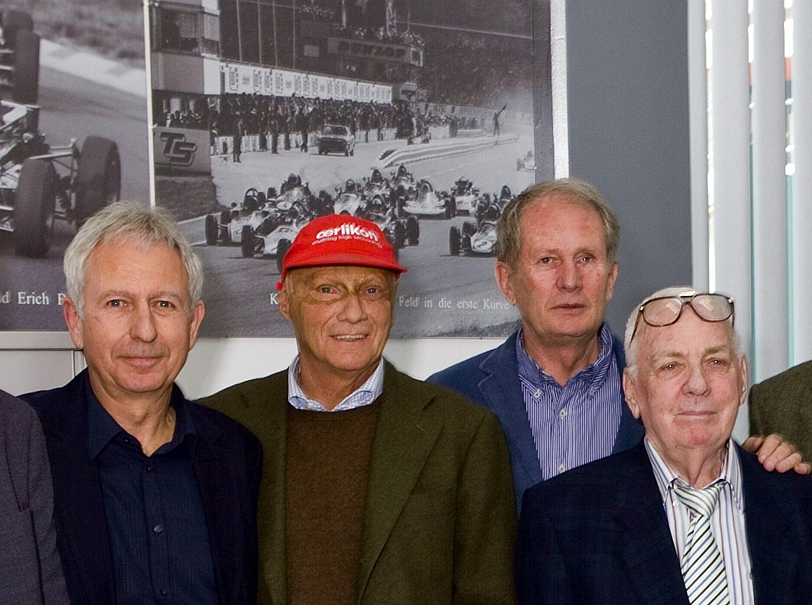
Ehrung zu Kurt Bergmanns 80. Geburtstag. Von links: Erich Breinsberg, Niki Lauda, Helmut Marko, Kurt Bergmann

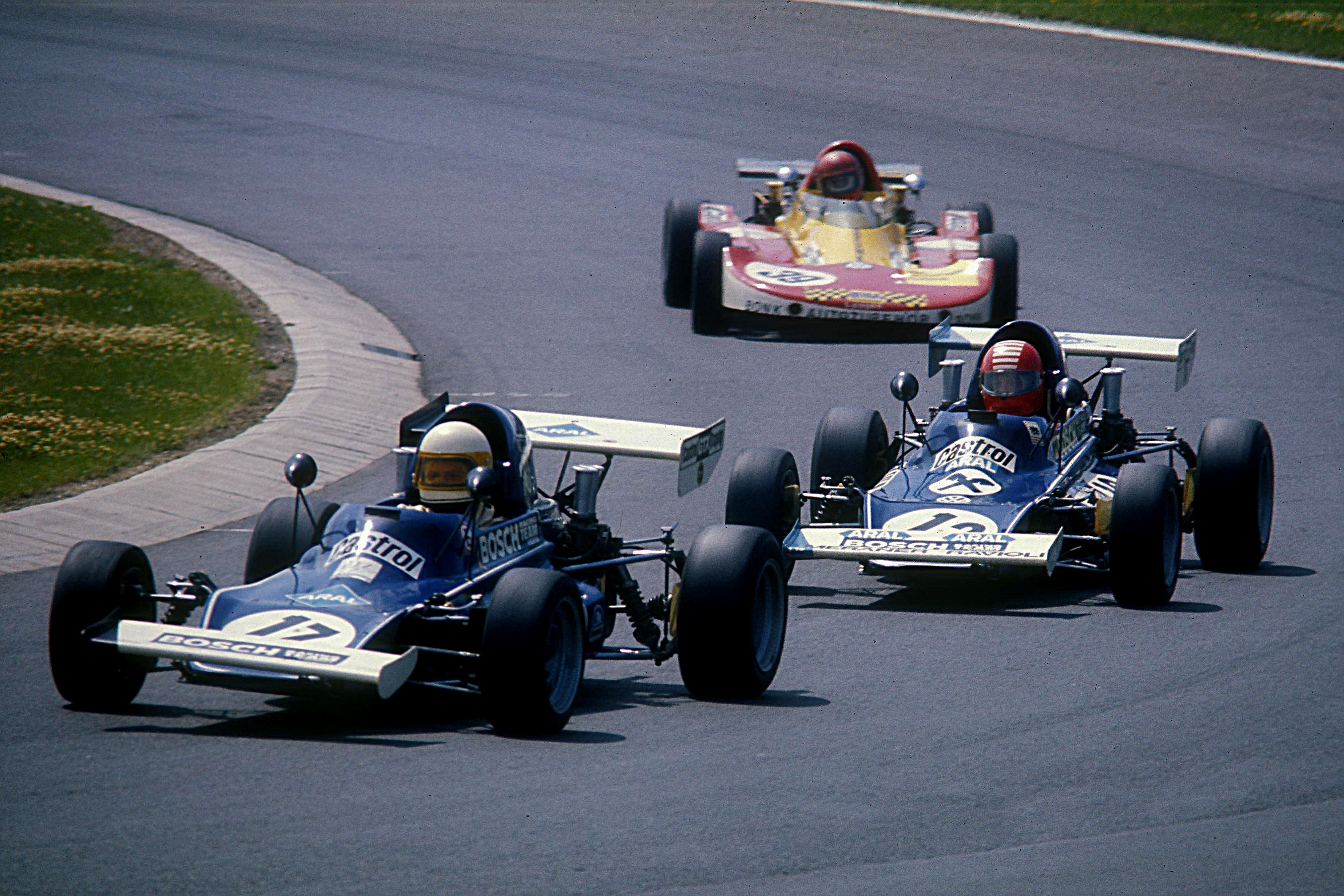
1975 auf dem Nürburgring: Zwei Kaimann-Super-V-Werkswagen vor einem Lola T 320

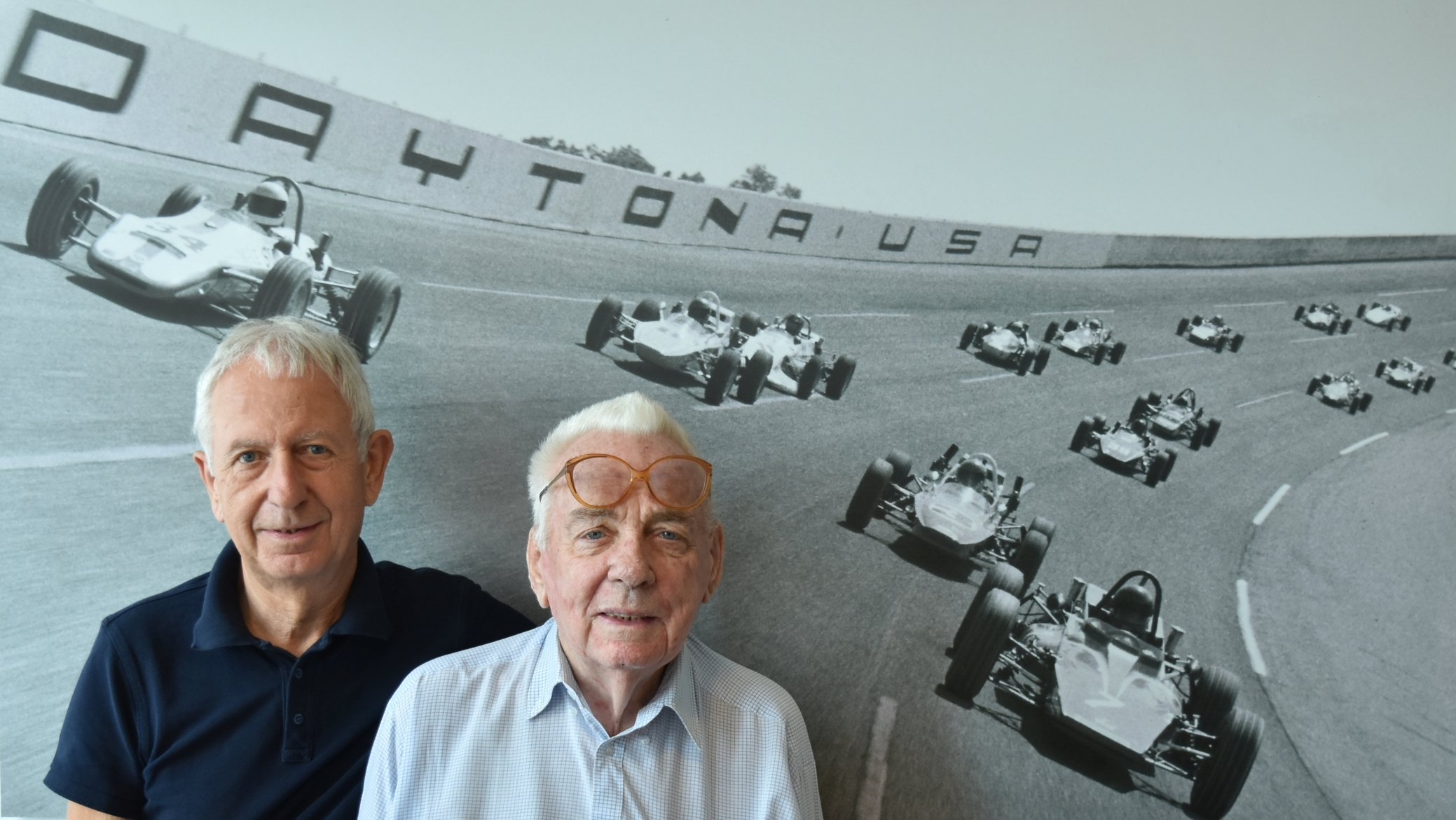
Erich Breinsberg und Kurt Bergmann 45 Jahre danach

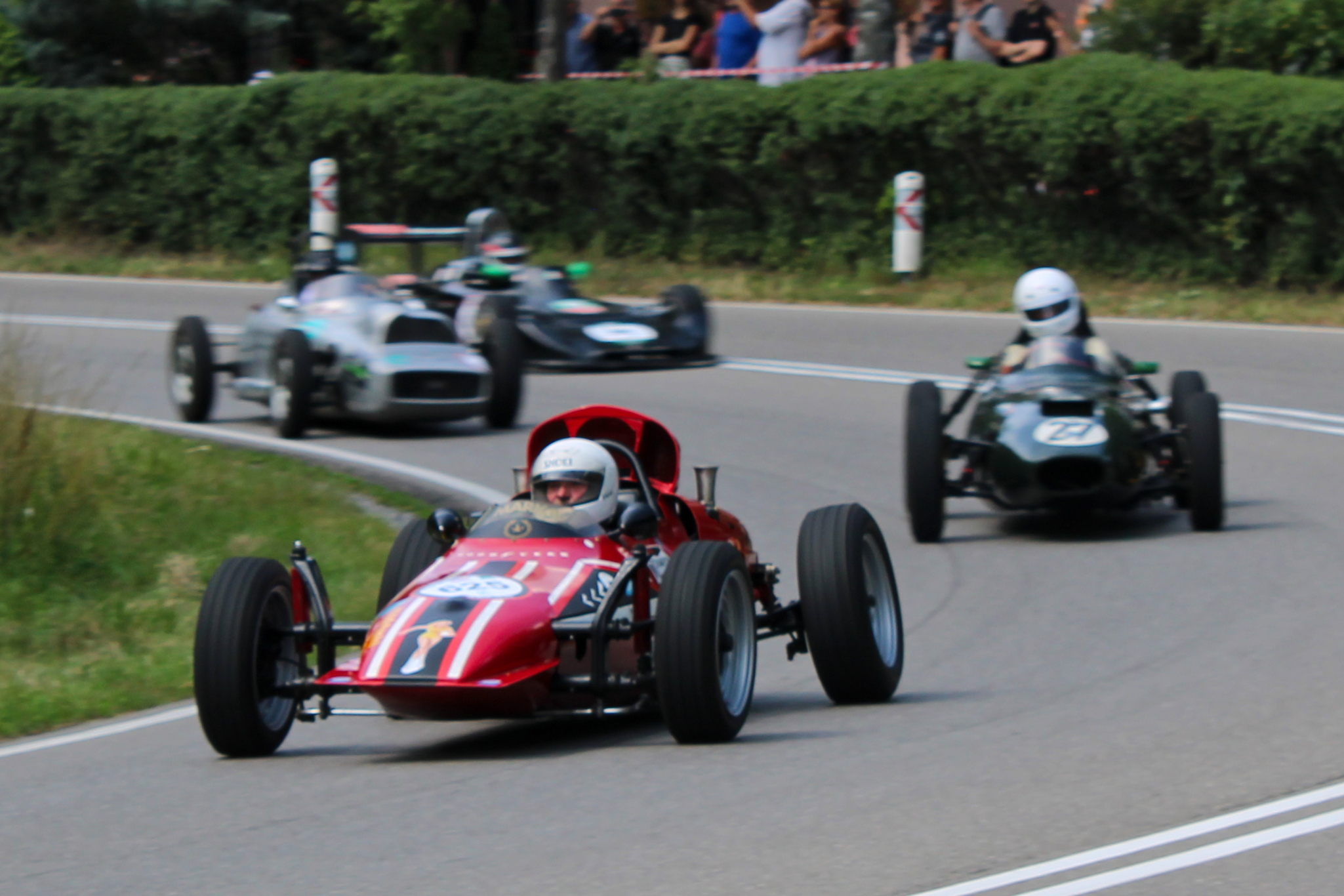
Kaimann-V-1300-Formel-V-Rennwagen vor weiteren Formel-Rennwagen beim Solitude Revival 2019

Das Kaimann-Team war ein österreichischer Motorsport-Rennstall, der 1966 von Kurt Bergmann in Wien-Eßling gegründet wurde. Gelegentlich trat Bergmann unter einem Sponsornamen auf wie Bosch Racing-Team, Wien.
Bergmanns Gespür für junge Talente und deren Entwicklung zu Spitzenfahrern im Kaimann-Team führten etliche Fahrer in die Formel 1. Das Team war in allen bedeutenden Meisterschaften der Formel V erfolgreich und gewann 1971 den jährlichen Vergleichskampf USA – Europa auf dem Daytona Speedway in den USA. Aufbauend auf den Erfolgen seiner Werksfahrer baute Bergmann ab 1968 den Kaimann Mk III in Serie für Privatfahrer. Über 200 Kaimann-Rennwagen waren auf den internationalen Rennstrecken im Einsatz. Die Jahre bis etwa 1979 waren eine Epoche großer österreichischer Erfolge im internationalen Motorsport.

## Die Anfänge
Porsche-Rennleiter Huschke von Hanstein brachte 1964 die Formel V aus den USA nach Europa und präsentierte sie am 16. Mai 1965 beim Bergrennen in Eberbach und am 1. August 1965 im Rahmenprogramm des Großen Preises von Deutschland dem Publikum. In Österreich wurde die Kart-Elite zu einem Rennen nach Innsbruck eingeladen. Von der Idee fasziniert baute Opel-Händler und Kartfahrer Kurt Bergmann 1966 die beiden ersten Rennwagen mit Aggregaten des VW Käfer 1200 nach amerikanischem Vorbild. Das Kaimann-Team war geboren, Kurt Bergmann der Teamchef. Die ersten Einsätze fuhr der Kart-Champion Werner Riedl. Der zweite Wagen wurde Fritz Glatz zur Verfügung gestellt, der für das Team auch den ersten Sponsorpartner brachte. Im Herbst der ersten Saison kam mit Dieter Quester ein weiterer Fahrer in das Team. 1967 fuhren Dieter Quester und Erich Breinsberg für Kurt Bergmann. Den ersten Sieg auf einem Kaimann errang Dieter Quester im Flugplatzrennen Aspern.

## Helmut Marko
1968 gab es eine wichtige Änderung im Reglement. Motoren und Aggregate kamen nun von dem stärkeren VW 1300. Die Wagen mit 1300-cm³-VW-Motor und einem Vergaser erreichten mit ca. 70 PS eine Höchstgeschwindigkeit von etwa 180 km/h. Sie wogen entsprechend dem Reglement 375 kg. Für den Kaimann Mark III wurde ein steifer Rohrrahmen konstruiert. Unterstützt wurde das Kaimann-Team von der Technischen Universität Wien und den damaligen Assistenten Fritz Indra und Heinz Lippitsch. Lippitsch entwarf als Versteifung des Rahmens einen Torsionsturm, der sich überzeugend bewährte. Als Fahrer wählte Kurt Bergmann Helmut Marko, Günther Huber und Erich Breinsberg. Marko gewann mehrere Rennen und für das Team die österreichische Meisterschaft. Er wechselte über die Formel 3 zu Martini Racing. 1971 gewann Helmut Marko auf Porsche 917 die 24 Stunden von Le Mans. Im selben Jahr fuhr er für BRM im Formel-1-Team. Nach 9 Grand-Prix-Starts musste er seine Fahrerkarriere beenden. Marko wurde Motorsportmanager und ist heute Mastermind bzw. treibende Kraft des Red-Bull-Formel-1-Teams.

## Niki Lauda
Das nächste Jahr sah die Kaimann-Boliden mit einer neuen, schlanken Karosserie. Mit dem jungen Niki Lauda erwies sich Kurt Bergmann wieder als Talent-Entdecker. Lauda und Breinsberg waren mit mehreren Siegen erfolgreich, die Meisterschaft ging diesmal an Breinsberg. Der erst zwanzigjährige Niki Lauda wurde Dritter in der Meisterschaft. Mit Helmut Bross gewann ein privater Kaimannfahrer die hart umkämpfte deutsche Meisterschaft. Niki Laudas Erfolgsweg führte über die Formeln 3, 2 und 1 zu Ferrari. Dreimal wurde er Weltmeister in der Formel 1 und gründete mehrere Fluglinien. Er war Teilhaber und Mitglied im Aufsichtsrat des Mercedes-Formel-1-Team.

## Der Europapokal
1970 wurde das bis dahin erfolgreichste Jahr für Kurt Bergmann. Die „Kaimänner“ wurden von Erich Breinsberg, Harald Ertl und Peter Peter pilotiert. Erstmals gelang es, mit Erich Breinsberg den begehrten Europapokal nach Eßling zu holen. Die österreichische Meisterschaft ging ebenfalls an Breinsberg, diesmal vor Harald Ertl. Damit ging im Kaimann-Team die Ära Formel V 1300 zu Ende. Die nächste Herausforderung wurde für Kurt Bergmann ein weiterer Meilenstein. Harald Ertls Weg ging über die Formel 2 und die deutsche Rennsportmeisterschaft ebenfalls in die Formel 1. Er fuhr insgesamt 21 Formel-1-Rennen für Hesketh, Ensign und ATS Ford.

## Formel Super V und der Daytona-Sieg
1971 kreierte Volkswagen eine stärkere und schnellere Nachfolgeserie. Die Formel Super V 1600 hatte wieder Volkswagen-Aggregate, war in Leistung und Speed bereits auf dem Niveau der internationalen Formel 3. Das erste Rennen für Kurt Bergmanns Kaimann Super-V-Team 1971 war die Trans Atlantic Challenge. Der jährliche Vergleichskampf USA – Europa fand auf dem Daytona Speedway in den USA statt; vier europäische Marken gegen die US-Phalanx. In einem Herzschlagfinale siegte der Kaimann Super V mit Erich Breinsberg vor dem amerikanischen Meister Tom Davey – der erste Sieg für Europa in den USA.

## Der Super V Goldpokal
Von Volkswagen wurde eine internationale Meisterschaft mit zehn europäischen Rennen ausgeschrieben, der „Super V Goldpokal“. Kurt Bergmann wählte für sein Super-V-Team die Fahrer Helmut Koinigg, Werner Riedl und wieder Erich Breinsberg. Es wurde das erfolgreichste Jahr für das Kaimann-Team. Nach dem Sieg in Daytona ging auch die Goldpokal-Meisterschaft an Erich Breinsberg vor dem Schweden Greger Kronegard vom Bonnier-Lola Team. Kurt Bergmann wurde mit der erstmals vergebenen Konstrukteurs Trophy ausgezeichnet. Erich Breinsberg beendete seine aktive Rennsportkarriere auf einem Brabham BT21/V8. Mit diesem Auto wurde er 1971 und 1972 Vizemeister in der österreichischen Bergmeisterschaft.

## Helmut Koinigg und das Formel-2-Projekt
1972 fuhr wieder Helmut Koinigg für das Kaimann-Team und als Paydriver Kennerth Persson und Harald Menzel. Manfred Schurti auf Royal gewann den Goldpokal knapp vor Helmut Koinigg. 1973 war wieder Helmut Koinigg der Werkspilot, ihm zur Seite die Schweden Kennerth Persson und Tommy Brorsson. Diesmal siegte Koinigg wieder im Goldpokal. In der GTX Trophy siegte Kennerth Persson für das Kaimann-Team. Kurt Bergmann gewann die Konstrukteurs-Trophy ein zweites Mal. Helmut Koinigg gelang 1974 der lang ersehnte Sprung in die Formel 1 in das Team von John Surtees. Bereits in seinem zweiten Rennen, dem Grand Prix der USA, verunglückte er tödlich.
Als neues Projekt baute Kurt Bergmann mit Ludwig Apfelbeck einen Motor auf Opel-Basis für die Formel 2. Zunächst sollte ein gebrauchtes March-Chassis als Versuchsträger dienen. Der Motor war nicht standfest. Das Projekt sprengte den Finanzrahmen und wurde eingestellt.

## Keke Rosberg
1974 fuhren nur Skandinavier im Kaimann-Team. Zu Kennerth Persson und Tommy Brorsson kam der Finne Keke Rosberg. Diesmal ging der Goldpokal an Freddy Kottulinsky vom Bonnier-Lola Team vor Kennerth Persson und Keke Rosberg. Die GTX Trophy gehörte Kaimann mit Kennerth Persson vor Keke Rosberg. 1975 fuhr Keke Rosberg wieder auf Kaimann, diesmal jedoch mit Leopold Prinz von Bayern als Teamkollege für das deutsche Kern-Team. Der Goldpokal ging wieder an das Bonnier-Lola Team mit Mikko Kozarowitzky vor Kennerth Persson auf Kaimann. Noch erfreulicher war die GTX Trophy: Keke Rosberg auf Kaimann siegte in 8 Rennen und verwies Mikko Kozarowitzky auf Platz zwei. Außerdem gewann er in diesem Jahr mit dem Kaimann Super V die deutsche und die skandinavische Meisterschaft. Keke Rosberg wechselte 1976 in die Formel 2 und 1978 in die Formel 1, in der er 114 Rennen fuhr. 1982 wurde er Weltmeister im Team von Frank Williams.

## Ende der Erfolgsserie
Nach dem Abgang von Keke Rosberg ging mit der Saison 1978 das erfolgreiche Jahrzehnt in Kurt Bergmanns Kaimann-Team zu Ende. Es gab noch einzelne Achtungserfolge, Jo Gartner gewann noch einige Rennen mit dem Kaimann Super V mit 1,6-Liter-Motor und einer Leistung von etwa 150 PS. Die Meisterschaften gingen an die englischen und skandinavischen Teams. Kurt Bergmann konnte auf ein effizientes Kapitel Renngeschichte zurückblicken. Er war ein Mitgestalter in der für den österreichischen Motorsport so ruhmreichen Epoche. In etwas mehr als einem Jahrzehnt baute er über 200 dieser begehrten Rennwagen. Nur auf der britischen Insel gab es ähnlich erfolgreiche Teams.
Kurt Bergmann war Entdecker und Förderer einer siegreichen Fahrergeneration. Er gab den besten dieser „ungeschliffenen Diamanten“ das Material, mit dem sie ihr fahrerisches Potential beweisen konnten. Seine perfekt vorbereiteten Rennwagen waren das Werkzeug für den Weg nach ganz oben. Acht erfolgreiche Kaimann-Piloten schafften den Weg in die Formel 1. Niki Lauda und Keke Rosberg wurden Weltmeister, Lauda gleich dreimal. Außer diesen beiden Champions holten noch Helmut Marko, Helmut Koinigg, Dieter Quester, Harald Ertl, Jochen Mass und Jo Gartner ihre ersten Siege auf den Kaimann-Rennwagen, ehe sie in die große Welt des Grand Prix aufstiegen.

## Meisterschaftssiege mit Kaimann-Rennwagen
| Jahr | Fahrer            | Wettbewerb                            |
| ---- | ----------------- | ------------------------------------- |
| 1968 | Helmut Marko      | Österreichische FV-Meisterschaft      |
| 1969 | Erich Breinsberg  | Österreichische FV-Meisterschaft      |
|      | Helmut Bross      | Deutsche FV-Meisterschaft             |
| 1970 | Erich Breinsberg  | FV-Europapokal                        |
|      | Erich Breinsberg  | Österreichische FV-Meisterschaft      |
| 1971 | Erich Breinsberg  | Super V Goldpokal                     |
|      | Walter Raus       | Österreichische FV-1300-Meisterschaft |
| 1972 | Walter Raus       | Österreichische FV-1300-Meisterschaft |
| 1973 | Helmut Koinigg    | Super V Goldpokal                     |
|      | Kennerth Persson  | Castrol GTX Trophy                    |
|      | Walter Raus       | Österreichische FV-1300-Meisterschaft |
| 1974 | Kennerth Persson  | Castrol GTX Trophy                    |
|      | Kalle Jonsson     | FV-1300-Europa-Wertung                |
|      | Wolfgang Holy     | Österreichische FV-1300-Meisterschaft |
| 1975 | Keke Rosberg      | Castrol GTX Trophy                    |
|      | Kalle Jonsson     | FV-1300-Europa-Wertung                |
|      | Dieter Karl Anton | Österreichische FV-1300-Meisterschaft |